# Contea di Dongliao
La contea di Dongliao (东辽县S, Dōngliáo XiànP) è una contea della Cina, situata nella provincia di Jilin e amministrata dalla prefettura di Liaoyuan.